# Humří maso

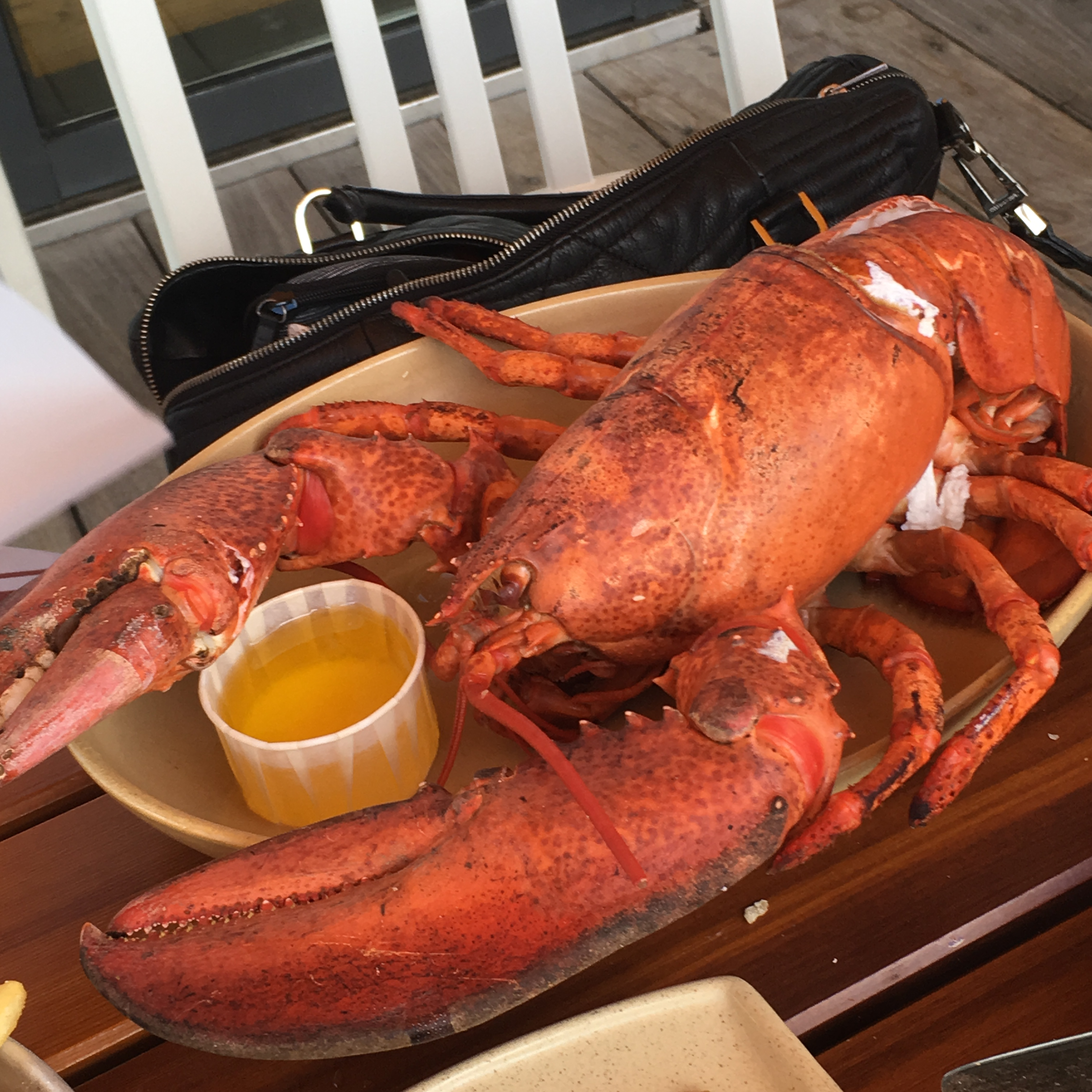
Vařený humr připravený ke konzumaci

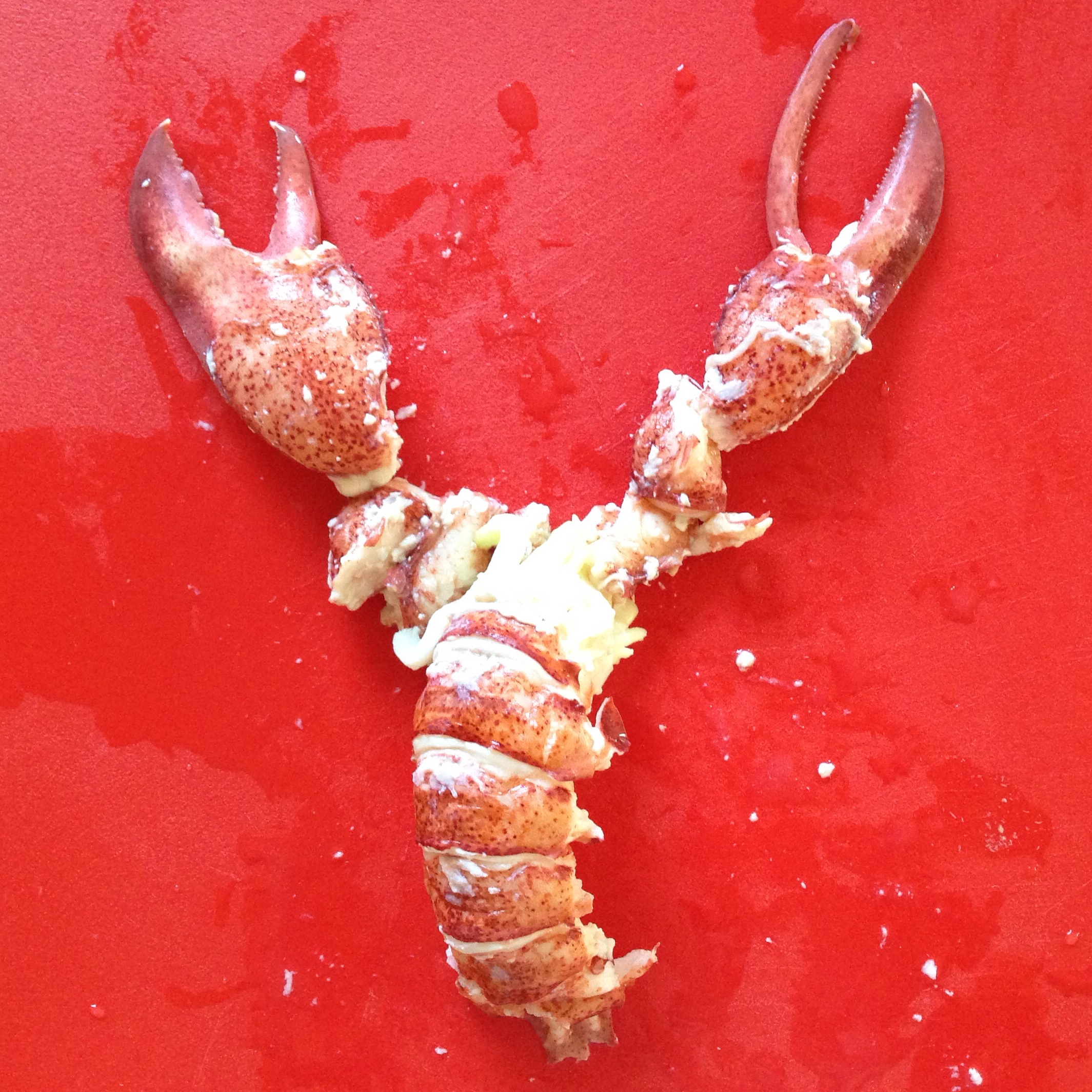
Humří maso

Humří maso je maso pocházející z humrů. Běžně se podává vařené nebo dušené v krunýři. Hosté krunýř rozbijí pomocí louskáčků na humry a maso vyloví pomocí vidličky na humry. Maso se často jí s přepuštěným máslem a citronovou šťávou. Humří maso se také používá do polévek, bisque, humřích rolek, cappon magro a pokrmů jako je humr Newberg a humr Thermidor.
K přípravě pokrmů se používají živí humři, kteří se vaří nebo dusí. Když se humr vaří, barva jeho krunýře se mění z hnědé na oranžovou, protože teplo z vaření rozkládá protein zvaný crustacyanin, který potlačuje oranžový odstín chemické látky astaxanthin, který se také nachází v krunýři.

## Dějiny

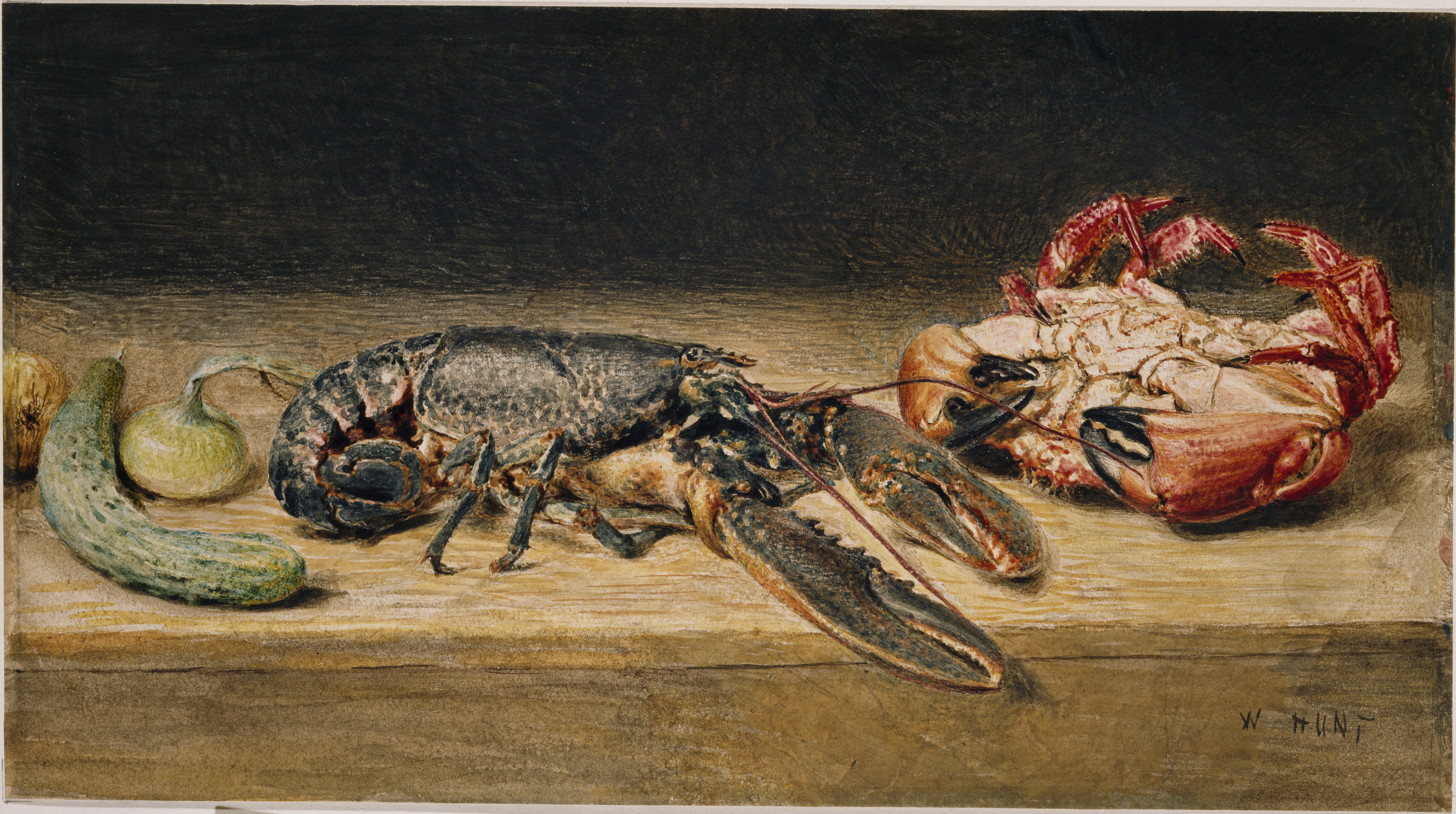
Humr, krab a okurka, William Henry Hunt, 1827

Humry lidé konzumují již od pravěku. Velké hromady humřích krunýřů nalezené poblíž obydlených rybářských komunit svědčí o extrémní popularitě těchto korýšů v tomto období. Důkazy naznačují, že humři byli podél pobřeží Velké Británie, Jihoafrické republiky, Austrálie a Papuy Nové Guineje konzumováni již před 100 tisíci lety. Během doby kamenné se humří maso stalo důležitým zdrojem živin pro evropské obyvatele pobřežních oblastí. Podle historiků je možné, že humři byli důležitým sekundárním zdrojem potravy pro většinu evropských obyvatel pobřežních oblastí, a že ve stejné době byl primárním zdrojem potravy pro pobřežní komunity v Británii.
Během střední a pozdní doby římské se humří maso stalo oblíbenou pochoutkou střední třídy. Cena humrů mohla značně kolísat v závislosti na různých faktorech, ale důkazy naznačují, že humři byli pravidelně přepravováni daleko do vnitrozemí, aby byla uspokojena místní poptávka. Mozaika objevená v ruinách Pompejí naznačuje, že humry měli Římané v raném císařském období v oblibě.
Humr byl oblíbenou pochoutkou peruánského kmene Močiků (v letech 50 až 800 n. l.). Kromě toho, že se humři používali jako potrava, jejich krunýře sloužily i k výrobě světle růžového barviva, ozdob a nástrojů. Masově vyráběná nádoba s postavičkou ve tvaru humra datovaná do tohoto období svědčí o popularitě humra v této době, ačkoli účel nádoby není znám.
Ve vikingském období došlo mezi severními Evropany k nárůstu konzumace humrů a dalších korýšů. To lze připsat obecnému nárůstu námořní aktivity v dané době, a to díky vývoji lepších lodí a zvýšeným investicím na stavbu lodí a výcvik námořníků. Konzumace mořských živočichů se v tomto období obecně zvýšila a spotřeba humřího masa se v souladu s tímto obecným trendem zvyšovala také.
Na rozdíl od ryb však musel být humr uvařen do dvou dnů od svého vylovení ze slané vody, což omezovalo jeho dostupnost pro obyvatele vnitrozemí. Humří maso se tak stalo více než rybí maso potravinou dostupnou především relativně bohatým (zvlášť v případě pokud žili mimo pobřežní oblasti).
O humrech se poprvé zmiňují kuchařky pocházející ze středověku. Le Viandier de Taillevent, francouzská kuchařka napsaná kolem roku 1300 uvádí, že humr (nazývaný také jako slanovodní rak) se má "vařit ve víně a vodě nebo připravovat pečený v troubě, a být podáván s octem". Le Viandier de Taillevent je považována za jednu z prvních kuchařek haute cuisine, která radí, jak vařit jídla, která byla na svou dobu poměrně složitá a používala drahé a těžko dostupné ingredience. Přestože původní vydání, které obsahuje recept na humra, bylo vydáno před narozením francouzského dvorního kuchaře Guillaumea Tirela, právě on později tuto kuchařku rozšířil a znovu vydal, což naznačuje, že recepty obsažené v obou vydáních byly oblíbené mezi nejvyššími kruhy francouzské šlechty, včetně krále Filipa VI. Zahrnutí receptu na humří maso do této kuchařky, ve které se používají dražší ingredience, svědčí o popularitě humra mezi bohatými.
Francouzská kuchařka Le Ménagier de Paris vydaná v roce 1393 obsahuje nejméně pět receptů na přípravu humřího masa, které se liší stupněm propracovanosti receptu. Tato kuchařka byla průvodce, který byl určený k poskytování rad ženám vedoucím domácnosti vyšších vrstev společnosti. Skutečnost, že humr byl poprvé zmíněn v kuchařkách ve 14. stoletím a navíc je zmíněn pouze ve dvou knihách z té doby, by neměla být interpretována tak, že by nebylo humří maso před tímto obdobím či během něj více konzumováno. Starší sbírky receptů prakticky neexistovaly a z celého středověkého období se jich zachovalo pouze několik.
Na počátku 15. století bylo humří maso stále oblíbeným pokrmem mezi vyššími třídami. V této době vlivné domácnosti využívaly rozmanitost druhů podávaných na hostinách k projevení svého bohatství a prestiže. Humr byl mezi těmito pokrmy zastoupený často, což naznačuje, že si ho bohatí lidé stále velmi vážili. V jednom pozoruhodném případě biskup ze Salisbury nabízel na svých hostinách po dobu devíti měsíců nejméně 42 druhů korýšů a ryb, včetně několika druhů humrů. Humr však nebyl jídlem výhradně vyhrazeným pro bohatou vrstvu. I běžné obyvatelstvo žijící na pobřeží využívalo rozmanité zdroje potravy, které jim poskytovalo moře či oceán. V době rostla zejména obliba korýšů. V polovině 15. století se humr běžně jedl vařený, ale také se čím dál více konzumoval studený s octem vlivem kuchyně vyšších tříd. Ve stejné době rolníci ve vnitrozemí humří maso v podstatě neznali.
Humří maso bylo v pobřežních oblastech konzumováno jako pochoutka i jako běžná surovina až do konce 17. století. Během této doby vliv církve a vlády, které v určitých obdobích regulovaly a někdy i zakazovaly konzumaci masa, nadále podporoval popularitu mořských plodů a zejména korýšů jako alternativy k masu, a to mezi všemi společenskými vrstvami. Během tohoto období se humři jedli čerství, nakládaní či nasolení. Od konce 17. století rozvoj rybolovu, dopravy a technik vaření usnadnil rozšíření konzumace humřího masa do vnitrozemí. Zvyšovala se také rozmanitost pokrmů připravovaných z humřího masa a také se rozšiřovaly techniky přípravy humrů. Tento vývoj se však shodoval s poklesem populace humrů a humří maso se stále více stávalo pochoutkou, kterou bohatí upřednostňovali jako symbol společenského postavení a která se již méně často objevovala ve stravě chudší populace.
V Severní Americe nebyl humr americký (Homarus americanus) zpočátku mezi evropskými osadníky populární. Částečně to bylo způsobeno tím, že si Evropané z vnitrozemí spojovali humří maso s téměř nepouživatelnými solenými mořskými plody a částečně kvůli kulturnímu vnímá mořských plodů jako méněcenné alternativy masa, které neposkytují požadovanou chuť, ani živiny. Konzumace tohoto druhu humra se stala populární až v polovině 19. století, kdy si ho oblíbili obyvatelé New Yorku a Bostonu. Začal tak vzkvétat komerční lov humrů vedoucí až k vynálezu lobster smack, na míru postavené lodi s otevřenými nádržemi na palubě, které během přepravy udržovaly humry naživu.
Před tímto boomem bylo humří maso v Maine, Massachusetts a kanadských pobřežních provinciích považováno za potravinu pro chudé. Někteří sluhové ve svých pracovních smlouvách uváděli, že nebudou jíst humří maso více než dvakrát do týdne, ale existuje pouze málo důkazů, které by toto tvrzení podporovaly. Humr se běžně podával i ve věznicích, k velkému zděšení vězňů. Humr americký byl zpočátku považován za vhodný pouze jako hnojivo nebo rybí návnada a až do 20. století byl považován za něco málo víc než levnou konzervovanou potravinu.
Humří maso není v judaismu a v některých větvích islámu považováno za košer či halal a jeho konzumace je zakázána.

## Klasifikace humřího masa
Ulovení humři se dělí do tří kategorií: s novým krunýřem, s tvrdým krunýřem a se starým krunýřem. Vzhledem k tomu, že humři, kteří nedávno svlékli krunýř, jsou nejchoulostivější, existuje nepřímý vztah mezi cenou amerických humrů a jejich chutí. Humři s čerstvým krunýřem mají tenké krunýře a nižší poměr masa, ale jejich maso je velmi sladké. Humři jsou však tak křehcí, že i jejich přeprava například do Bostonu je téměř zabije, takže trh s humry s novým krunýřem je striktně omezen na rybářská města, kde jsou vykládáni. Humři s tvrdým krunýřem, tedy s pevným krunýřem, ale méně sladkým masem, přežijí i přepravu do velkých měst jako Boston či New York, nebo dokonce Los Angeles, a proto je jejich cena vyšší než u humrů s čerstvým krunýřem. V případě humrů se starým krunýřem, kteří jej od předchozí sezóny nesvlékli a jejichž maso je hrubší, ale lze je letadlem přepravit kamkoli na světě tak, aby dorazili na místo určení živí, z nich činní nejdražší kategorii humrů.

## Usmrcování a welfare zvířat

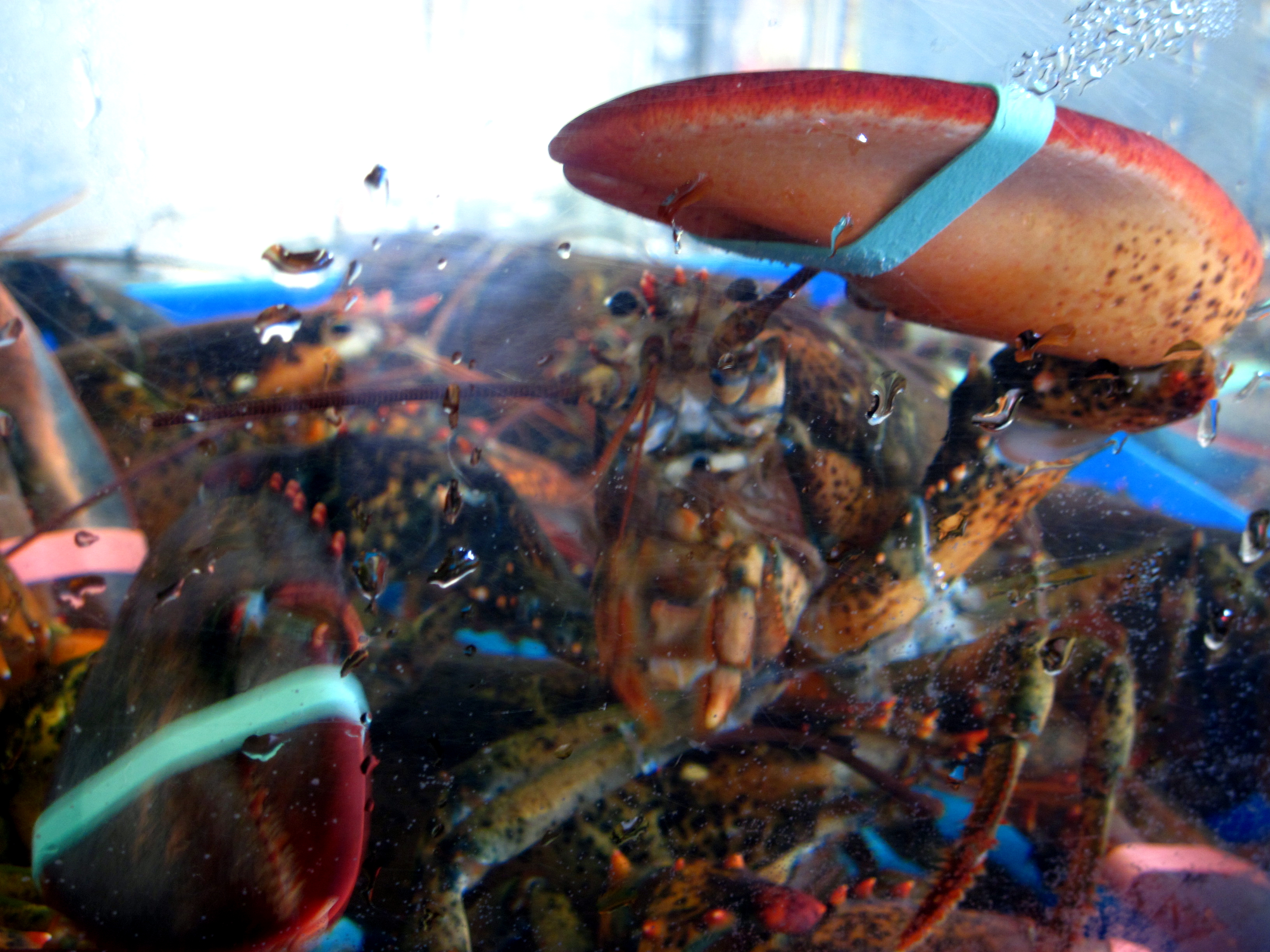
Humr v akváriu v supermarketu

K usmrcování humrů se používá několik metod. Nejběžnější metodou je ponoření živých humrů do vroucí vody, někdy po jejich uložení na určitou dobu do mrazáku. Další metodou je jejich rozpůlení. Humry lze také usmrcovat nebo znehybnit bezprostředně před vařením propíchnutím mozku, ve snaze předejít jejich utrpení při vaření zaživa. Mozek humra však funguje z několika ganglií, nikoli jen z jednoho, a poškození pouze frontálního ganglia obvykle nevede k jeho úmrtí.
Vaření živých humrů je na některých místech, například v Reggio Emilia v Itálii, nezákonné. V případě Reggio Emilia hrozí tomu, kdo poruší toto nařízení pokuta do výše 495 eur. Humry lze před vařením usmrcovat elektrickým proudem pomocí zařízení, které do zvířete vyšle elektrický náboj o napětí 110 V a proud 2 až 5 A. Švýcarská vláda zakázala vaření živých humrů bez předchozího omráčení. Od března 2018 musí být humři ve Švýcarsku před jejich přípravou omráčeni nebo okamžitě usmrceni. Během přepravy jsou také chráněni dalšími regulacemi.
Mezi metody usmrcování humrů, během kterých je s největší pravděpodobností zvířeti způsobena bolest a utrpení patří: jakýkoli postup, při kterém se břicho oddělí od hrudníku, odstranění tkáně, masa nebo končetin, když je korýš ještě naživu a plně při vědomí, umístění korýšů do vody pomalu zahřívané k varu, umístění korýšů do vroucí vody, umístění mořských korýšů do sladké vody a mikrovlny nesoustředěné na tělo, na rozdíl od cílené aplikace na hlavu.

### Vaření zaživa

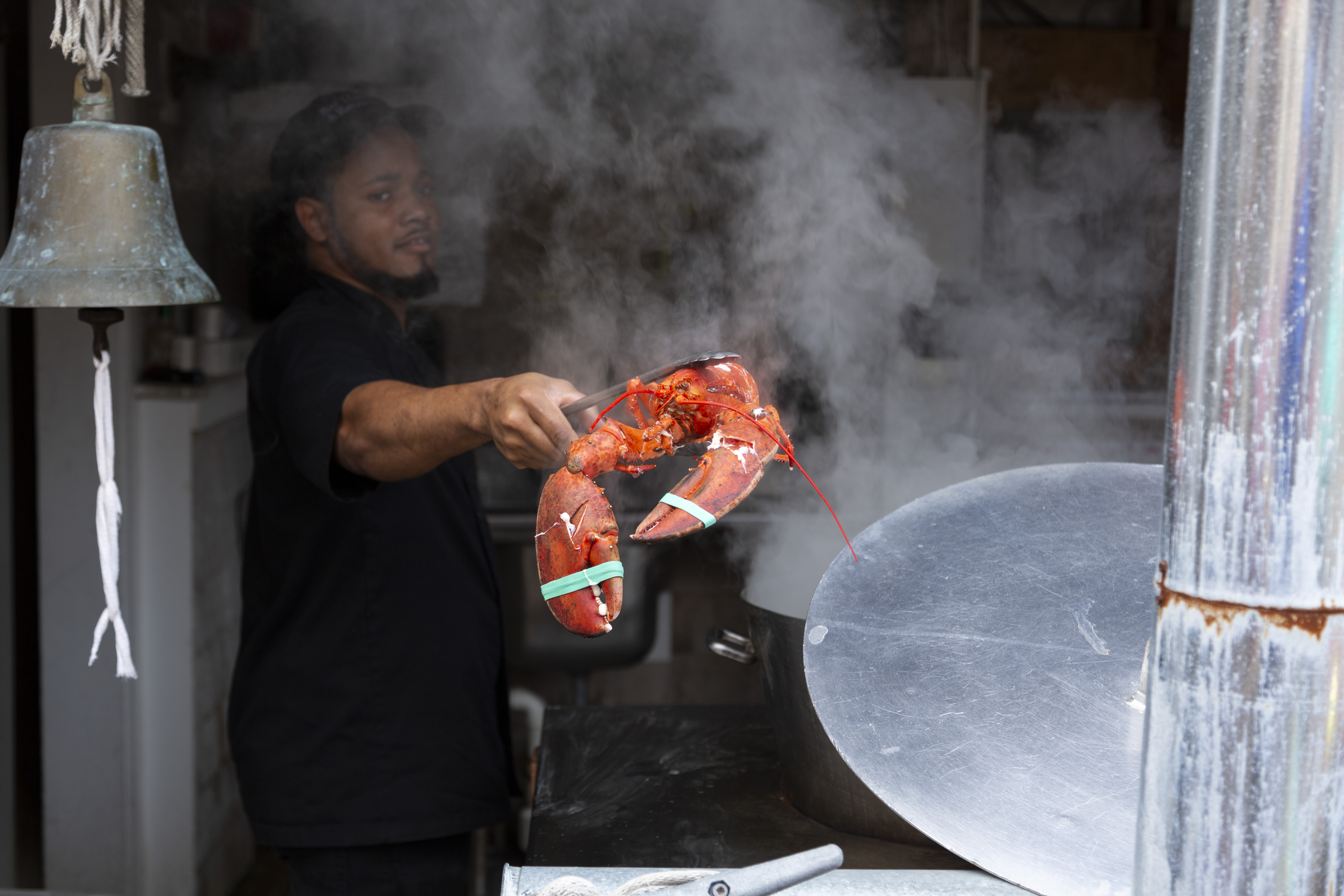
Humr se svázanými klepety poté, co byl uvařen zaživa

Vaření zaživa způsobuje humrům extrémní utrpení, protože po ponoření do vroucí vody vykazují intenzivní mozkovou aktivitu ještě 30 až 150 sekund. Pomalé zvyšování teploty vody může také u korýšů způsobovat bolest po delší dobu.
V roce 2021 studie provedená experty z London School of Economics dospěla k závěru, že existují "silné vědecké důkazy o tom, že desetinožci (Decapoda) a hlavonožci (Cephalopoda) jsou vnímající bytosti". Přesto je i v roce 2025 vaření humrů zaživa ve Spojeném království běžnou praxí, ačkoliv právníci tvrdí, že by tato praxe mohla být v rozporu s platnou legislativou o dobrých životních podmínkách zvířat. Právně jsou humři ve Spojeném království od roku 2022 považováni za vnímající bytosti.